# Schacktitlar

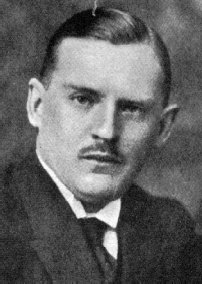
Alexander Aljechin

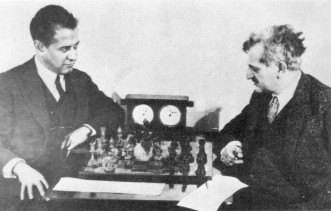
J.R. Capablanca och Emanuel Lasker

Schacktitlar delas ut av världsschackförbundet FIDE till starka schackspelare som uppfyllt av FIDE i förväg ställda krav.
Världsschackförbundet delar i tur och ordning ut titlarna FIDE-mästare (FM), internationell mästare (IM) och stormästare (GM). Titlarna är öppna för både män och kvinnor, och de som erhåller en titel behåller den för resten av livet. 

## Stormästare
Stormästare är den schacktitel som näst efter världsmästare är den högsta titel en schackspelare kan få. I schacklitteratur förkortas den GM (Grand Master) eller IGM (International Grand Master), det senare mest i äldre schacklitteratur. Titeln utdelades första gången år 1914 av den ryska tsaren Nikolaj II till de fem spelare som nådde finalen i turneringen i Sankt Petersburg, vilken fått ekonomiskt stöd av tsaren. De fem spelarna var Alexander Aljechin, José Raúl Capablanca, Emanuel Lasker, Frank Marshall och Siegbert Tarrasch. 
Den första kvinna som fick stormästartiteln var Nona Gaprindashvili, som erhöll den år 1978. Utöver detta finns en särskild stormästartitel för kvinnor, Woman Grandmaster (WGM).
Världsschackförbundet FIDE delar också ut stormästartiteln till komponister och lösare av schackproblem. Vidare delar det internationella förbundet för korrespondensschack, International Correspondence Chess Federation, ut titeln International Correspondence Chess Grandmaster (ICCGM).
Som Sveriges främsta stormästare genom tiderna räknas Gideon Ståhlberg och Ulf Andersson.